# 御殿場馬車鉄道
御殿場馬車鉄道（ごてんばばしゃてつどう）は、かつて静岡県駿東郡御厨町（現・御殿場市）から同郡須走村（現・小山町）を経て山梨県南都留郡中野村（現・山中湖村）に至る馬車鉄道を運営していた鉄道事業者（株式会社）である。
1898年（明治31年）に初代法人が設立され、1901年（明治34年）までに、御厨町の御殿場駅前にあった新橋（にいはし）停留場から、籠坂峠の籠坂停留場（中野村）までの馬車鉄道を開業させた。その後、国有鉄道中央線（現・JR中央本線）の開業に伴い経営が悪化、初代法人は解散し個人経営に移行した。1909年（明治42年）に2代目の御殿場馬車鉄道が設立され、個人経営の馬車鉄道を継承した。大正時代になると路線を縮小し御殿場地域内のみの地域鉄道となり、1928年（昭和3年）まで細々と運行を続けた。
警笛代わりに御者が鳴らすラッパの「テトウテトウ」という音から「テト馬車」とも呼ばれた。

## 沿革

### 初代御殿場馬車鉄道時代
1889年（明治22年）、東海道線国府津駅 - 沼津駅間の開通にあわせ、新橋村（後の駿東郡御厨町・御殿場市の前身）に御殿場駅が開設された。駅が開設されたことによって、駅前一帯はこの地方の物流拠点、あるいは富士登山の玄関口として発展していった。
この御殿場駅前から、その北西に位置し富士山の登山口の一つとなっていた須走村（1956年に小山町に合併）まで馬車鉄道を敷設しようという計画が持ち上がったのは、日清戦争後の好景気に沸いていた1896年（明治29年）のことであった。計画の発起人はこの地方の有力者らで、1897年（明治30年）に内務省より馬車鉄道敷設の特許を取得し、それを受けて翌1898年（明治31年）3月に御殿場馬車鉄道株式会社（初代）が設立された。会社の本社は御厨町西田中に置かれた。馬車鉄道のルートは、御殿場駅前から足柄街道に沿って御殿場（旧御殿場）を通り、北久原や仁杉、水土野を経由し終点の須走へ至る計画となった。
1898年11月11日、馬車鉄道が御殿場駅前の新橋停留場から御殿場停留場まで開通する。同年12月に柴怒田（しばんた）停留場まで延伸、翌1899年（明治32年）1月には須走停留場まで延伸し、御殿場駅前と須走を結ぶ全長5マイル28チェーン（約8.61キロメートル）の馬車鉄道が全通した。開業時の業績は好調であり、全通した1899年は乗客約7万6千人、貨物約1万トンを輸送した。乗客は富士登山客が利用する7月・8月が多く、他の月の2倍近くの利用客があった。貨物は須走村のものだけではなく、籠坂峠を越えた山梨県側の郡内地方へ送られる貨物も輸送した。郡内地方への貨物は終点須走で降ろされた後、荷駄で峠を登っていった。
1900年（明治33年）になって郡内地方に籠坂峠を起点とする都留馬車鉄道という馬車鉄道が新設されると、御殿場馬車鉄道は籠坂峠を越える須走停留場 - 籠坂停留場間の馬車鉄道を1901年（明治34年）12月に敷設し、都留馬車鉄道に連絡した。この新線は全長4マイル33チェーン（約7.1キロメートル）で、複線で開通した在来区間を単線に変更し、余剰となった単線分のレールを転用していた。また、1903年（明治36年）には都留馬車鉄道・富士馬車鉄道（いずれも富士急行大月線の前身）が全通し、御厨町から山梨県の大月に至る全長55キロメートルの馬車鉄道が完成した。
この頃、東京から山梨県へ伸びる鉄道路線として、国有鉄道の中央線の建設が進んでおり、1902年（明治35年）に大月駅、翌1903年には甲府駅に達した。この中央線の開通は、御殿場馬車鉄道に大打撃を与えた。主要な乗客だった東京からの富士登山客は、中央線で大月駅まで行き富士馬車鉄道・都留馬車鉄道に乗り換える富士吉田口からの登山ルートに移行し、郡内地方から東京方面への貨物も大月経由に移行してしまったためである。
御殿場馬車鉄道は経営が行き詰まり、出資者からは「御殿場馬鹿鉄道株スリ会社」と揶揄されるようになり、ついに1905年（明治38年）9月に解散した。

### 個人経営・2代目御殿場馬車鉄道時代
御殿場馬車鉄道は解散したが、運営していた馬車鉄道は気象学者の野中到が1万円で買収し、個人経営の「野中御殿場馬車鉄道」となった。この頃から、馬車鉄道は利用が御殿場地域に限定されるようになっていく。
1909年（明治42年）4月になると地元の地主らによって御殿場馬車鉄道株式会社（2代目）が再度設立され、馬車鉄道は個人経営から同社の経営に移行する。沿線に地形の難所が多く事故が頻発するため人車軌道への変更の申請を1910年（明治43年）に行ったが、実現しなかった。
1918年（大正7年）9月に峠越え区間の須走 - 籠坂間が廃止され、1919年（大正8年）には御殿場 - 須走間が廃止されて御殿場馬車鉄道は御殿場地域内のみの地域鉄道に縮小されたが、1920年（大正9年）には御殿場から足柄街道に沿って窪町坂停留場に至る区間を開業させた。だが、バスやトラックが普及したため馬車鉄道は衰退。1928年（昭和3年）に全線が休止し、1929年（昭和4年）1月に会社は解散、御殿場馬車鉄道は消滅した。

### 年表
- 1897年（明治30年）5月22日：発起人が馬車鉄道敷設の特許を取得。
- 1898年（明治31年）3月6日：御殿場馬車鉄道株式会社（初代）設立。
  - 11月11日：新橋停留場 - 御殿場停留場間が開業。
  - 12月5日：御殿場停留場 - 柴怒田停留場間が延伸開業。
- 1899年（明治32年）1月23日：柴怒田停留場 - 須走停留場間が延伸開業し、新橋 - 須走間が全通。
- 1901年（明治34年）12月9日：須走停留場 - 籠坂停留場間が延伸開業。
- 1905年（明治38年）9月：御殿場馬車鉄道解散。馬車鉄道は個人の野中到が買収し、「野中御殿場馬車鉄道」となる。
- 1909年（明治42年）4月8日：御殿場馬車鉄道株式会社（2代目）設立、馬車鉄道を移管。
- 1910年（明治43年）2月：人車軌道への変更を申請（ただし、計画は実現せず）。
- 1918年（大正7年）2月19日：須走停留場 - 籠坂停留場間が廃止。
- 1919年（大正8年）4月：御殿場停留場 - 須走停留場間が廃止。
- 1920年（大正9年）2月：御殿場停留場 - 窪町坂停留場間が開業。
- 1923年（大正12年）9月1日：関東大震災による道路破壊。被害金額3000円[2]。
- 1928年（昭和3年）：全線（新橋 - 窪町坂間）運転休止。
- 1929年（昭和4年）1月19日：御殿場馬車鉄道会社解散。

## 路線
路線は、新橋停留場から籠坂停留場までの9マイル61チェーン（約15.71キロメートル）で、軌間は2フィート6インチ（762ミリメートル）、県道や里道に敷設されていた。開業時は全線複線だったが、1901年に須走 - 籠坂間を開業させた際、複線を単線とし片側のレールを転用したため、栢ノ木 - 籠坂間は単線となっていた。
路線は御殿場から先は一方的な上り勾配となっていた。勾配を上る籠坂方面行きの車は馬1頭で牽いたが、勾配を下る新橋方面行きの車は馬を後につなぎ、重力で御殿場まで下っていた。また、籠坂峠を越える区間では、車は馬の牽引ではなくワイヤーと滑車で巻き上げられていた。
停留場は新橋側から順に新橋停留場、御殿場停留場、柴怒田停留場、水土野停留場、須走停留場、籠坂停留場の6か所があったが、停留場以外の場所でも乗降ができた。

## 輸送・収支実績
| 年度 | 輸送人員（人） | 貨物量（トン） | 営業収入（円） | 営業費（円） | 営業益金（円） | その他益金（円） | その他損金（円） | 客車 | 貨車 |
| ---- | -------------- | -------------- | -------------- | ------------ | -------------- | ---------------- | ---------------- | ---- | ---- |
| 1900 | 74,145         |                |                |              |                |                  |                  | 14   | 14   |
| 1901 | 79,582         |                |                |              |                |                  |                  | 14   | 14   |
| 1902 | 64,009         |                |                |              |                |                  |                  | 15   | 15   |
| 1903 | 54,585         |                |                |              |                |                  |                  | 15   | 15   |
| 1904 | 40,228         |                |                |              |                |                  |                  | 60   | 60   |
| 1905 | 41,311         |                |                |              |                |                  |                  | 60   | 60   |
| 1908 | 63,425         | 791            | 12,905         | 12,898       | 7              |                  |                  | 14   | 40   |
| 1909 | 54,666         | 618            | 9,880          | 9,165        | 715            |                  |                  | 13   | 21   |
| 1910 | 58,344         | 799            | 10,198         | 10,177       | 21             |                  |                  | 13   | 24   |
| 1911 | 70,222         | 898            | 11,659         | 10,085       | 1,574          |                  |                  | 13   | 24   |
| 1912 | 77,894         | 875            | 11,672         | 10,360       | 1,312          |                  |                  | 28   | 24   |
| 1913 | 78,015         | 891            | 13,952         | 12,437       | 1,515          | 利子62           |                  | 28   | 24   |
| 1914 | 59,480         | 898            | 11,253         | 9,538        | 1,715          | 利子84           | 利子320          | 28   | 24   |
| 1915 | 54,367         | 892            | 10,365         | 9,269        | 1,096          | 利子99           | 利子320          | 28   | 24   |
| 1916 | 63,766         | 812            | 15,431         | 10,754       | 4,677          |                  | 利子3,130        | 32   | 17   |
| 1917 | 72,911         | 423            | 14,868         | 13,130       | 1,738          |                  |                  | 3    | 7    |
| 1918 | 34,837         |                | 1,368          | 2,907        | ▲ 1,539        | 31,591           |                  | 4    |      |
| 1919 | 33,673         |                | 1,983          | 3,392        | ▲ 1,409        | 利子8,383        | 戦時利得税7,743  | 3    |      |
| 1920 | 53,639         |                | 3,487          | 3,757        | ▲ 270          |                  |                  | 3    |      |
| 1921 | 50,448         | 460            | 3,869          | 3,127        | 742            |                  |                  | 3    |      |
| 1922 | 52,141         | 480            | 4,516          | 3,811        | 705            |                  |                  | 4    | 4    |
| 1923 | 43,655         | 450            | 4,011          | 4,000        | 11             |                  |                  | 4    | 4    |
| 1924 | 37,551         | 410            | 3,598          | 3,910        | ▲ 312          |                  |                  | 4    | 4    |
| 1925 | 37,667         | 410            | 3,280          | 3,132        | 148            |                  |                  | 4    | 4    |
| 1926 | 33,647         | 12             | 2,526          | 2,655        | ▲ 129          |                  |                  | 3    | 4    |
| 1927 | 36,766         | 366            | 2,571          | 2,545        | 26             |                  |                  | 3    | 4    |
| 1928 | 23,542         |                | 1,648          | 1,660        | ▲ 12           |                  |                  | 3    |      |

- 『静岡県統計書』（1905年まで）および『鉄道院年報』『鉄道院鉄道統計資料』『鉄道省鉄道統計資料』『鉄道統計資料』各年度版による。

## 車両
新橋 - 須走間の全通時、車両は客車15両と無蓋貨車65両、それに客車・貨車兼用の車両8両の合計88両が用意された。客車は幅5尺（約1.5m）、長さ7尺（約2.1m）で定員は12人くらいだった。1908年（明治41年）12月末時点では客車14両、貨車40両を保有していた。また、動力の馬は25頭保有していた。

## 馬車鉄道の遺構や復元
廃線跡は道路に吸収された場所や、砂利道・廃道となっている場所、区画整理で道路ごと消滅している場所などがある。起点の新橋停留場は御殿場駅前の商店街にあたる場所にあり、その近くから市役所前交差点へ抜ける軌道跡の裏道に「馬車道」という名前が残っている。
御殿場馬車鉄道研究会が、御殿場市教育委員会が作成した小冊子に載る客車の写真を手掛かりに客車を復元し、馬による牽引の再現を目指している。